# Cinto Caomaggiore
Cinto Caomaggiore (Sinto in veneto, Cint in friulano) è un comune italiano di 3 170 abitanti della città metropolitana di Venezia in Veneto. Fa parte dell'ex mandamento di Portogruaro: l'ente territoriale è stato istituito con decreto del Regno d'Italia del 29 aprile 1806 "Decreto riguardante l'organizzazione in dipartimenti degli Stati Veneti".

## Geografia fisica
Il territorio comunale si situa nella pianura friulano-veneta, al di sotto della fascia delle risorgive che separa l'alta pianura pordenonese dalla bassa pianura pordenonese e portogruarese. Il terreno è generalmente pianeggiante, ma è percepibile la depressione rappresentata dall'incisione postglaciale del Tagliamento all'interno della quale oggi scorrono i due principali corsi d'acqua e nella quale sono situati i Laghi di Cinto. L'area depressa conserva il toponimo Palù ("palude") a testimonianza del passato ristagno d'acqua causato dalla diversa quota del terreno.
Il comune è attraversato dai fiumi di risorgiva Caomaggiore e Reghena, di cui lo stesso Caomaggiore è affluente, e da molteplici canali, i più importanti: il Melon, il Suiedo, il Lison, il Trator e il San Piero (vecchio corso del fiume Reghena, prende il nome da una piccola chiesetta che esso costeggia). Il sottosuolo è attraversato dalla falda idrica alimentata da un ramo del Tagliamento, che determina l'approvvigionamento dei "Laghi di Cinto", delle ex cave di ghiaia oggi allagate. Queste cave, scavate originariamente a partire dagli anni '20 del Novecento (Cave vecchie) fino agli anni '40 (Cave Acco) e '60 (Cave Secco ex Furlanis e Lago Premarine ex IRTI) con l'allagamento hanno generato un habitat importante per la fauna acquatica e area di transito e di nidificazione per molti volatili, rappresentando una delle più importanti garzaie del Veneto (in particolare per airone cenerino, airone guardabuoi, nitticora e marangone minore).
Il territorio comunale si estende su una superficie di 21,47 km², da un'altitudine minima di 6 metri, ad una massima di 8 metri s.l.m.
Cinto Caomaggiore confina a nord con Chions, ad ovest con Pramaggiore, ad est con Sesto al Reghena e Gruaro, a sud con Portogruaro.

### Sismologia
Secondo la Classificazione sismica, il comune rientra in una zona soggetta a sismicità bassa.

### Clima
Secondo la classificazione climatica, Cinto Caomaggiore appartiene alla zona E, gradi giorno 2 649. Gode di un tipico clima temperato delle medie latitudini, piovoso o generalmente umido in tutte le stagioni e con estati molto calde.

## Storia

### Origini
Le prime fasi della presenza umana nella bassa pianura del Veneto orientale sono testimoniate dal ritrovamento in superficie di alcune asce in pietra verde risalenti al Neolitico (V millennio a.C.), una a Pramaggiore e due a Cinto Caomaggiore: una di pietra verde recuperata alla fine degli anni '80 in località Boschetta da Livio Marcorin, l'altra ritrovata più recentemente da Nicola Morettin a Settimo.
L'insediamento di Cinto Caomaggiore ha probabilmente origini romane; il nome Cinto sembra infatti che derivi da ad quintum, ovvero a 5 miglia da Concordia Sagittaria, il più importante centro abitato dell'epoca in zona. Esiste, però, un'ulteriore ipotesi che fa derivare il nome da Cintum, ovvero, luogo cintato da mura. D'altro canto in alcuni documenti medioevali catastali si fa riferimento alla Villa di Cinto con la parola Cintho o Curto.
Ben 11 sono gli insediamenti d’epoca romana fino ad ora rilevati dallo studioso Vincenzo Gobbo: probabilmente doveva trattarsi di piccole fattorie e ville rustiche che coesistevano proficuamente con la grande foresta che ricopriva buona parte del territorio. In questi insediamenti il rinvenimento più rilevante è dato da alcuni "tesoretti" scoperti in località San Biagio: «La località San Biagio, ha restituito in poco più di un secolo oltre 6000 denari d’argento, un numero incredibile di monete che fanno di questa piccola località uno dei luoghi archeologici più importanti e misteriosi dell’intero Veneto orientale.» Le monete e l'ascia in pietra verde sono attualmente conservate nel Museo Nazionale Concordiese di Portogruaro.
Come si può desumere tuttora non si è trovata ancora un'origine certa del nome. Associazioni culturali e sportive sono attive in Cinto Caomaggiore, tra queste anche un settore di particolare interesse archeologico, una testimonianza dei reperti di epoca preromana e romana. Il volume con le raccolte dei dati, le illustrazioni, le foto dei rinvenimenti antichi e le mappe si possono consultare nella biblioteca comunale e sono stati eseguiti da Luigi Rossi, botanico, topografo e ricercatore, con la collaborazione di Livio Marcorin.
La seconda parte del nome Caomaggiore deriva invece dall'omonimo fiume Caomaggiore che attraversa il territorio del paese. A sua volta sembra derivi da "Campo Maggiore", forse denominazione di un terreno limitrofo al fiume.

### Dall'epoca romana al Medioevo
Diversi reperti archeologici rivelano che l'area occupata dal Comune di Cinto Caomaggiore fosse interessata alla presenza dei Romani già nel I secolo d.C., rappresentava un punto di passaggio per giungere a Iulia Concordia (attuale Concordia Sagittaria). Già territorio sottoposto all'Agro Concordiese, il legame con la città romana si sarebbe poi rafforzato alla fine del IV sec., con la fondazione della diocesi di Concordia (attuale diocesi di Concordia-Pordenone) da parte del vescovo di Aquileia, la cui autorità non venne comunque meno, anzi, in seguito la rafforzò gestendo il territorio mediante propri Gastaldi.
Dopo la caduta dell'Impero romano d'Occidente, in un periodo condito di scorribande barbariche e di straordinarie alluvioni (in vari momenti, i fiumi Tagliamento e Livenza erano divenuti un unico fiume), con la costituzione del Ducato Friulano del Regno dei Longobardi nel 568, il territorio di Cinto Caomaggiore viene inserito nell'ambito territoriale di questo. Con l'avvento dei Franchi e la costituzione del Sacro Romano Impero, il Ducato Friulano è soppresso e nel 3 aprile 1077 sostituito dal patriarcato di Aquileia. Così anche il territorio di Cinto Caomaggiore diviene parte integrante del nuovo soggetto politico. Ciò è comprovato dal fatto che i Patriarchi di Aquileia dal quel momento in poi avrebbero nominato un proprio Gastaldo, curatore dei Beni patriarcali, per l'allora Villa di Cinto.
All'interno dell'amministrazione patriarcale le Ville di Cinto e Settimo (attuale località del Comune) vengono inserite nella Gastaldia di San Vito al Tagliamento. In seguito, tale gastaldia sarebbe stata divisa nell'ambito del Patriarcato tra la Gastaldia di Meduna, a cui fu aggregata la Villa di Cinto e la Gastaldia di San Vito, a cui fu aggregata la Villa di Settimo. Il 3 maggio 762 i fratelli Erfo e Marco, figli di Piero, Duca del Friuli, donano all'abbazia benedettina di Santa Maria in Silvis, collocata a Sesto al Reghena (comune limitrofo a Cinto e Settimo), tutti i loro beni parte dei quali si trovano anche a Settimo. È un fatto importante poiché attrarrà la Villa di Settimo sotto il controllo dell'abate sestense.

### La dominazione veneziana
Nel 1420 il Patriarcato venne assorbito dalla Repubblica di Venezia. All'interno del nuovo soggetto politico i Territori del Patriarcato, compreso quindi le Ville di Cinto e Settimo, vennero riuniti nella Patria del Friuli, che nella pratica rappresentava l'ente amministrativo sostitutivo del Patriarcato. È utile rilevare che la Repubblica lasciò ampia autonomia al nuovo ente, in particolare lasciò sopravvivere il Parlamento del Friuli, organo costituito dai rappresentanti delle città friulane, tra le quali vi era Portogruaro che vantava un proprio seggio.

### La dominazione napoleonica e austriaca e l'annessione al Regno d'Italia
Con l'avvento di Napoleone nel 1797 (trattato di Campoformio) la Repubblica di Venezia cessò di esistere e i relativi territori, tra cui la Patria del Friuli, furono assorbiti dall'Impero austriaco. La Patria del Friuli fu trasformata insieme ai suoi territori, tra cui le Ville di Cinto e Settimo, nella Provincia del Friuli con sede a Udine. Nel 1805 fu annessa al Regno d'Italia dell'Impero Francese.
Questo è un periodo importante poiché Cinto e Settimo inizialmente furono inserite nel Dipartimento del Tagliamento (grosso modo le attuali Province di Treviso e Pordenone), in seguito nel Cantone di Portogruaro che con un regio decreto del 1806 veniva aggregato insieme al Cantone di Aquileia al Dipartimento dell'Adriatico di Venezia, ovvero la futura Provincia di Venezia. Le motivazioni che portarono i francesi a strappare questi territori friulani dal Dipartimento di Passariano, ovvero l'ente successore della Patria del Friuli, riguardavano il rischio di rendere il Dipartimento Adriatico meno importante di quelli confinanti, in particolare del Dipartimento di Passariano.
I francesi mal vedevano il fatto di ridurre Venezia, dall'estesa e potente Repubblica che fu, ad una semplice e ridotta provincia del Regno. Tutto ciò in contrasto con le realtà friulane di Portogruaro e Aquileia. È un periodo di intense riforme locali, che miravano a rigenerare un'area sostanzialmente disarticolata ed economicamente stagnante. Con l'introduzione dell'istituto municipale, le Ville di Cinto e Settimo furono unificate nel Comune di Cinto Caomaggiore. Tale ente comunale subì parecchie modifiche territoriali. Infatti, determinandosi una politica amministrativa che promuoveva la costituzione di Comuni con un minimo di abitanti elevato, a Cinto furono annessi i Comuni contigui di Gruaro e Pramaggiore, in seguito si procedette comunque alla relativa separazione. Non mancò neppure la fusione in unico Comune di tutto il mandamento portogruarese e la relativa tempestiva dissoluzione.
Nel 1815 col congresso di Vienna si sancì l'appartenenza degli ex territori della Repubblica di Venezia all'Impero Asburgico. La nuova amministrazione austriaca trasformò il Dipartimento di Passariano nella Provincia di Udine, alla quale restituì solo Aquileia. Infatti, all'ex Dipartimento Adriatico, divenuto Provincia di Venezia, rimase il Mandamento di Portogruaro, a cui erano aggregate Cinto e Settimo. La motivazione di tale decisione rimaneva simile a quella francese.
Nel 1866 i territori delle Venezie furono annessi dal Regno d'Italia, che lasciò l'organizzazione amministrativa sostanzialmente immutata.
Nel 1867 il comune di Cinto assunse la denominazione di "Cinto Caomaggiore".
Con l'avvento delle bonifiche delle terre del portogruarese emerse l'esigenza di nuova e abbondante manodopera che le popolazioni autoctone del portogruarese non potevano soddisfare. È così che ha inizio una nuova pagina anche per il Comune di Cinto Caomaggiore. Numerose famiglie vicentine e padovane raggiunsero il mandamento e si distribuirono in esso. Si costruirono grandi case coloniche, i paesi cambiarono fisionomia, la secolare stasi di Cinto come del Portogruarese sembrava aver ricevuto finalmente una scossa. Ma arrivano le due Guerre e le relativi crisi. La Resistenza coinvolse anche Cinto e Settimo, anche se in paese non si distinsero eventi di rilevante interesse.

### Il dopoguerra
Con l'Assemblea Costituente del 1946, nel disegnare i confini del Friuli-Venezia Giulia fu proposto di effettuare un referendum per l'aggregazione del Mandamento di Portogruaro alla Regione costituenda nell'ambito della futura Provincia di Pordenone, fatto che gli amministratori locali vedevano positivamente, ma col rinvio della costituzione della Regione del Friuli-Venezia Giulia finalizzato all'atteso ritorno di Trieste all'Italia, il progetto referendario fu dimenticato.
Nel frattempo il Comune vive l'emigrazione della popolazione verso Svizzera, Francia, Germania, ecc. Grazie a questi emigranti si diffonde nel paese un certo benessere, pur restando ad economia sostanzialmente rurale. L'effetto del boom economico degli anni cinquanta si fa sentire anche a Cinto e Settimo. Nel Pordenonese nascono nuove industrie tra cui la Zanussi, che necessitano di manodopera. È così che inizia una nuova fase di pendolarismo per i Cintesi, che si recano a Pordenone per lavorare. Nel 1953 nasce la più importante fabbrica del paese, la B.P.T. (Brevetti Plozner Torino). Rimane comunque l'agricoltura il settore determinate per il Comune.
Negli anni sessanta nella vicina Pordenone si fanno sentire i richiami per costruire una nuova e grande Provincia del Friuli Occidentale, comprendente la stessa Pordenone e Portogruaro, ma non prende forma un vero e proprio movimento aggregazionista. Negli anni settanta la popolazione conosce un scolarizzazione secondaria incrementata, aumentano gli artigiani e inizia a cambiare la struttura del nucleo familiare, in sostanza iniziano a disgregarsi le grandi famiglie delle case coloniche e i relativi figli trovano lavoro nelle fabbriche vicine.
Negli anni ottanta le amministrazioni comunali cintesi scelgono di sviluppare i settori agricolo ed ambientale. Contrariamente, i comuni limitrofi operano una politica industriale. È una scelta importante, ma altrettanto impegnativa, che determinerà un deficit per l'economia del Comune. Tra la fine degli anni ottanta e i primi anni novanta lo sviluppo mancato e costi di amministrazione dei servizi elevati legati a tagli nei trasferimenti pubblici sempre più frequenti sono alla base di una nuova proposta: la fusione dei Comune di Cinto Caomaggiore con i Comuni limitrofi, a est Gruaro e a ovest Pramaggiore.

### La questione friulana
Nel 1989 la questione del friulano si riaccende, i comitati locali del mandamento portogruarese, tra cui quello di Cinto Caomaggiore con rappresentanti e fondatori del movimento "Dai monti al Mare" (in seguito rinominato Movimento Provincia di Pordenone Portogruaro) Tarcisio Zorzi e Giampietro Del Gallo ricominciano la battaglia per la riunificazione del Mandamento col Friuli. Seguirono i referendum consultivi autogestiti in vari comuni tra cui Cinto Caomaggiore del 1991, in cui la maggioranza della popolazione dichiarava la volontà di riunificazione. Risultato rispecchiato anche negli altri Comuni (Annone Veneto, Pramaggiore, Gruaro, Teglio Veneto e San Michele al Tagliamento).
Non fu possibile effettuare all'epoca il referendum a norma dell'art. 132, comma 2 della Costituzione a causa del pesante procedimento previsto dalla legge sui referendum (legge 25 maggio 1970, n. 352) che all'articolo 42, comma 2, prescriveva la delibera del Consiglio comunale del comune interessato corredata da tante delibere di comuni o province che rappresentassero un terzo della popolazione della regione d'appartenenza e tante altre della regione di destinazione. Con la riforma costituzionale del 2001 la ridefinizione dell'articolo 132, comma 2, fu alla base della sentenza della Corte Costituzionale nº 334 del 2004 che dichiarò illegittima la prescrizione relativa al “corredo della delibera”.
Così nel 2005 il Comune di Cinto Caomaggiore deliberò a favore del referendum, effettuato poi nel 26 e 27 marzo 2006. Il 59,79% degli iscritti andò a votare, e di questi il 91,5% chiese l'aggregazione con il Friuli. Con tale referendum è iniziato il procedimento istituzionale che prevede un disegno di legge ministeriale che prescriva il distacco-aggregazione, i pareri dei due Consigli regionali del Veneto e del Friuli Venezia Giulia, e la legge della Repubblica.
Nel giugno del 2012 è arrivato il parere favorevole da parte del Consiglio Regionale del Veneto. Nel 2015, per la seconda volta, anche il Consiglio Regionale del Friuli ha espresso il suo parere favorevole. Tuttavia,  il disegno di legge Moretto-Zanin all’8 aprile 2018, dopo più di due anni dalla sua presentazione, risultava ancora arenato nella Commissione bicamerale per le questioni regionali.

### I lodati pubblici boschi di Cinto[17]
In epoca arcaica il territorio del comune di Cinto era coperto dalla grande foresta planiziale che si estendeva dal Tagliamento al Livenza. La presenza di questa "Silva" viene confermata dalla presenza di diversi toponimi, quali Runco, Bosco, Boschetta, Forestier, ecc.
Nel periodo patriarcale in paese era ubicata la residenza di un “forestario”, ministro patriarcale addetto alla salvaguardia e alla gestione delle risorse boschive di Cinto e dei territori limitrofi. Sotto il governo della Serenissima Repubblica i siti boschivi patriarcali furono requisiti e, a Cinto, risultavano essere sei i boschi di pubblica ragione dedicati esclusivamente alla coltura del legno di rovere (denominati Ziliorotta, Biagiodoretta o Spongera, Bandida, Ronchiada, Persiana e Banduzzo). Tutti questi boschi erano classificati di Prima Classe cioè: "boschi di fondo squisito riservati alli soli usi dell' Arsenale”, e si presentavano demarcati da pietre segnaletiche con l’effige di San Marco. Si istituirono due guardiani dei boschi alloggiati in due casoni appositamente predisposti e localizzati uno nell’attuale via Persiana e l’altro nei pressi dell’attuale bosco Zacchi.
Particolarmente rilevanti furono i “disordini” successi a Cinto verso la fine del 1700, quando il territorio della Repubblica Veneta si trasformò in un campo di battaglia, dove, con alterne fortune, si combattevano le forze "'democratiche" dell'armata napoleonica e quelle imperiali austriache. In questa situazione particolarmente difficile anche le piccole comunità di campagna venivano costrette a subire soprusi e requisizioni. I cosiddetti “disordini” non furono altro che un tentativo, messo in atto da una parte della popolazione, di riappropriarsi materialmente della legna ricavata dai boschi di Cinto e così poter ripagarsi delle confische subite dagli eserciti stranieri. L'inchiesta, formalizzata dalla prima amministrazione austriaca (1798/1805), appurò che «il numero delli Roveri troncati ed atterrati monta a n. 703» ma furono trovati i responsabili dell'abbattimento di soli 59 querce. Ci furono quattro arresti (tre fratelli e un guardiano dei boschi) e quaranta persone inquisite.

### Simboli
Lo stemma e il gonfalone sono stati concessi con decreto del presidente della Repubblica del 29 settembre 1958.
Il gonfalone è un drappo trinciato di bianco e di azzurro.

## Monumenti e luoghi d'interesse

### Chiesa di San Biagio
Già nel 1186 è attestata la presenza a Cinto di una pieve; la chiesa, riedificata nel XV secolo, fu successivamente rimaneggiata. Al suo interno conserva una pala attribuita al Lazzarini e un fonte battesimale realizzato dal Pilacorte.

### Oratorio dell'Immacolata Concezione

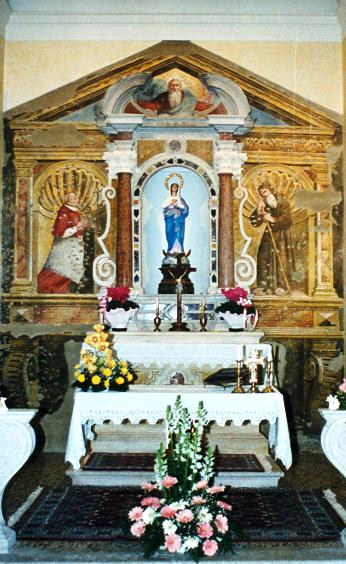
Affresco dell'Altare dell'Oratorio dell'Immacolata Concezione.

L'oratorio dell'Immacolata Concezione risale al cinquecento, esso è delineato dai tipici tratti rinascimentale diffusi nell'area all'epoca. L'atrio, decorato da un timpano, è delimitato da un colonnato di stile dorico. L'edificio ha pianta rettangolare. L'interno è composto dalla navata centrale, due navate laterali, la sagrestia (lato destro dell'altare), un'ulteriore stanza di preghiera (lato sinistro dell'altare) e l'altare.
L'altare è delimitato da due mensole sporgenti rispetto alla navata centrale ed al centro è collocato l'altare cerimoniale. Nella parete è collocato l'affresco del 1613. In esso sono rappresentati san Carlo Borromeo e un francescano, probabilmente sant'Antonio da Padova rivolti in adorazione della statua della Vergine, posta nell'abside, al centro dell'affresco. Nella parte superiore dell'affresco, all'interno di un timpano, è raffigurato Dio, personificato da un uomo anziano con posto sopra il capo il triangolo della Trinità. La statua ottocentesca della Vergine, posta nell'abside, racchiusa da due colonne su cui è posto un capitello, è lignea coperta di smalto bianco, adornata di stelle dorate ai bordi del manto. La Vergine è posta su una sezione del globo terrestre, colorato d'azzurro, mentre calpesta il serpente. Sotto l'abside è collocato l'altare originale dell'oratorio, posto su una piattaforma marmorea. L'abside, le colonne che la racchiudono, il timpano sorretto, l'altare e la relativa piattaforma sono da collocare opere di epoca successiva. Infatti, si pensa che l'affresco originariamente ricoprisse interamente la parete dell'altare e che l'immagine della Vergine forse raffigurata dall'affresco stesso (poi sostituita dalla Statua ottocentesca).
L'edificio ha subito recentemente tre restauri di rilevante portata, il primo nel 1972, il secondo metà anni novanta (recupero affreschi) e il terzo 2005-2006 (tetto e pittura pareti interne ed esterne). I costi dei restauri sono stati sostenuti dagli abitanti della Borgata Concezione.

### Mulino di Cinto
Il Mulino di Cinto è un antico mulino situato in un contesto transfrontaliero tra Italia e Slovenia, caratterizzato da una storia ricca di rifacimenti e trasformazioni nel corso dei secoli. L'origine esatta della sua costruzione non è nota, ma già agli inizi del XV secolo si registrava la necessità degli abitanti di Cinto di recarsi fino a Sesto al Reghena per macinare, poiché il mulino era in rovina.
Nel 1492, il mulino fu acquistato da Giustiniano Giustinian, appartenente a una nobile famiglia veneziana, e rimase di loro proprietà per circa centocinquanta anni. Durante questo periodo, il mulino subì potenziamenti significativi, inclusa l'aggiunta di una torre visibile in una mappa del 1590. Nel Seicento, fu posseduto da tre vescovi della famiglia Giustinian e successivamente acquistato da Francesco Marcello di Nicolò, un nobile veneziano che lo potenziò ulteriormente con una nuova roda da pilla per pilatura del riso.
La famiglia Marcello mantenne la proprietà del mulino per più di due secoli, fino a quando passò al barone Cattanei nell'Ottocento e successivamente a Nicola Bornancin agli inizi del Novecento. Durante il XIX secolo, il mulino fu adattato per macinare la corteccia di rovere utilizzata nella concia delle pelli.

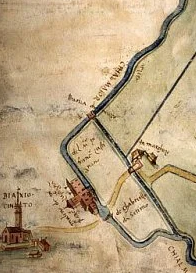

Il mulino era alimentato dalle acque del canale Caomaggiore, con diverse ruote idrauliche per la macinazione del grano, del riso e per la lavorazione delle cortecce. Era anche un punto di riferimento sociale per il paese, descritto in documenti dell'epoca come luogo di svago e incontro.
Negli anni successivi, il mulino passò attraverso diverse proprietà fino a cessare completamente l'attività negli anni settanta del Novecento. Oggi, sebbene il canale che animava il mulino sia stato interrato circa quarant'anni fa, il fabbricato è rimasto in buono stato, sottoposto a vari restauri nel corso dei secoli, incluso un adattamento a residenze per anziani.
Il Mulino di Cinto rappresenta uno dei più antichi edifici del paese ancora esistenti, con origini probabilmente cinquecentesche. Nonostante le modifiche nel corso del tempo, ha mantenuto in gran parte il suo aspetto originario, contribuendo significativamente alla storia e all'identità della comunità locale.

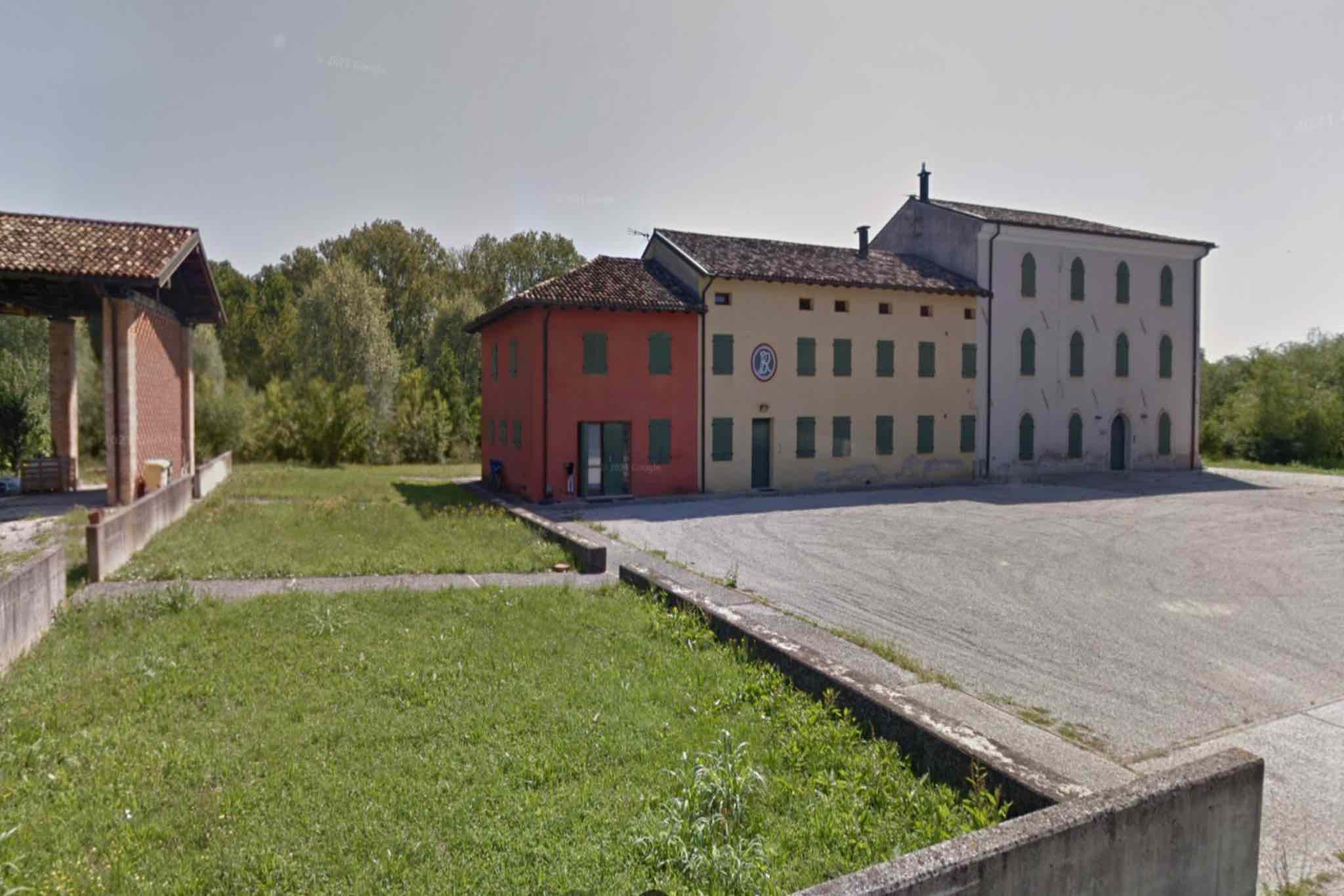
Il Mulino di Cinto oggi Il Mulino di Cinto, situato nel Parco Regionale dei Fiumi Reghena, Lemene e Laghi di Cinto, rappresenta un'icona storica e ambientale della regione. Ora sede del parco, il mulino è un luogo di interesse culturale e naturalistico, contribuendo alla conservazione e alla valorizzazione dell'ambiente circostante.

Oggi, il Mulino di Cinto rappresenta non solo un importante monumento storico, ma anche la sede del Parco Regionale di Interesse Locale dei Fiumi Reghena, Lemene e Laghi di Cinto. Questo parco è dedicato alla tutela e alla valorizzazione dell'ambiente naturale circostante, che include i laghi di Cinto e le aree fluviali dei fiumi Reghena e Lemene. Il mulino, quindi, non solo conserva la sua importanza storica, ma continua a essere al centro delle attività di conservazione ambientale e di promozione del patrimonio naturalistico della regione. La sua posizione all'interno del parco lo rende un punto di riferimento significativo per chiunque voglia esplorare e apprezzare la bellezza e la biodiversità di questa preziosa area naturale.

### Parco regionale di interesse locale dei fiumi Reghena, Lemene e dei laghi di Cinto
All'interno del Parco, l'area dei Laghi di Cinto rappresenta un vero e proprio vanto ambientale e il cuore del Parco Regionale dei Fiumi Reghena, Lemene e Laghi di Cinto. Questa zona comprende diversi laghi, ognuno con caratteristiche uniche che contribuiscono alla biodiversità locale e alla bellezza paesaggistica.

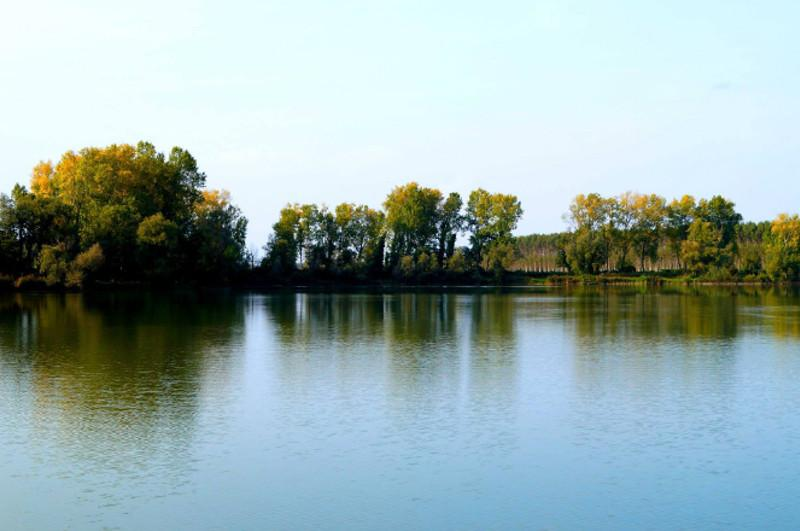

Il Lago Secco (ex Furlanis) è il lago di maggiore estensione nella zona, caratterizzato da diversi isolotti che ospitano una garzaia, rendendolo un habitat importante per la fauna acquatica e gli uccelli.
Il Lago Acco, proprietà del Comune dal 2024 e il Lago Premarine (ex Cave IRTI) nella sua parte cintese sono altri elementi significativi dell'area. Questi laghi sono il risultato dell'allagamento delle cave che furono scavate negli anni Venti, Quaranta e Sessanta del Novecento. Le Cave Vecchie e Cave Acco furono originariamente estratte per materiali da costruzione destinati alla viabilità e alla costruzione delle autostrade A4 e A28 (Pordenone-Portogruaro).
Questi laghi artificiali hanno creato un ecosistema unico, dando vita a habitat acquatici importanti e offrendo rifugio a diverse specie di animali e piante. Oggi, l'area dei Laghi di Cinto non solo rappresenta un patrimonio naturale da preservare, ma anche un luogo di interesse per gli appassionati di natura e per chi desidera godere della tranquillità e della bellezza di questo ambiente lacustre immerso nella natura.

## Società

### Evoluzione demografica
Abitanti censiti

### Etnie e minoranze straniere
Al 31 dicembre 2017 gli stranieri residenti nel comune erano 278, ovvero il 8,6% della popolazione. Di seguito sono riportati i gruppi più consistenti:
1. Romania, 52
2. Albania, 51
3. Marocco, 40
4. Polonia, 22
5. Macedonia, 20

### Lingue e dialetti
A Cinto Caomaggiore, accanto alla lingua italiana, è frequente l'utilizzo della lingua veneta.
Poiché il territorio comunale si trova nell'area di transizione dal friulano al veneto, parte della popolazione utilizza anche la lingua friulana. Ai sensi della delibera n.2006/121 del 21.12.2006 del Consiglio provinciale di Venezia, il Comune è inserito nell'ambito territoriale di tutela della lingua friulana previsto dalla legge 482/99 e pertanto la sua identità linguistica viene tutelata dall'ARLeF.. 
La variante di friulano che si parla a Cinto Caomaggiore rientra fra quelle appartenenti al friulano occidentale della bassa pianura.

## Cultura

### Eventi

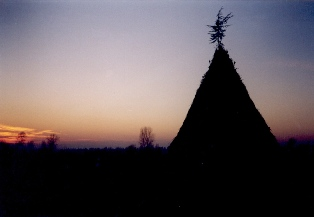
Casera della Borgata Concezione (5 gennaio)

- 6 gennaio, La Casera della Borgata Concezione: tradizionale falò epifanico organizzato dalla Borgata Concezione.
- febbraio, Cena dello Stinco: organizzato dal Coro "Antonio De Vecchi".
- aprile, Festa di Primavera: evento organizzato dalla Pro Loco.
- giugno, Sagra di San Giovanni Battista di Settimo: organizzata dalla U.S. Settimo.
- 13 giugno, Processione di Sant'Antonio a San Biagio.
- luglio, Sagra di San Pietro e Paolo di Cinto: organizzata dalla Pro Loco.
- agosto, Sagra di San Gaetano di San Biagio: organizzata dal Comitato festeggiamenti di San Gaetano.
- agosto (fine), Festa della Borgata della Borgata Concezione
- settembre (secondo fine settimana): Festa della Risorgive, organizzata dal Comune, Parco e GCA Terre Risorgive.
- settembre (fine): Festa d'autunno, organizzato dalla Pro Loco.
- 8 dicembre, Processione dell'Immacolata Concezione: organizzata dalla Parrocchia e Borgata Concezione.

## Geografia antropica

### Località e Borgate
Il Comune di Cinto Caomaggiore è costituito dalle quattro ville storiche principali: Cinto, Bando, San Biagio e Settimo. Nel Medioevo il territorio comunale era diviso in sette Ville: Cinto, Persiana, Bando-Scudele, Bosco di San Biagio, Ronco dei Gesuati e Forestier, e la Villa di Settimo che era sottoposta alla giurisdizione dell'Abate di Sesto al Reghena.
Attualmente il comune di Cinto Caomaggiore si compone del capoluogo comunale e di due località principali: Settimo e San Biagio. Dal 2006 l'amministrazione comunale ha diviso il territorio in quattro quartieri storici: Settimo, Persiana, Bando e San Biagio.
Nell'ultimo ventennio si sono distinte nuove piccole realtà: la Borgata Concezione, San Gaetano e Sant'Antonio. Nel (palù) di Settimo, si trova la località degli "Onedi", lungo un tratto del fiume Caomaggiore denominato "canalut", dove fino agli anni ottanta i giovani settimini facevano il bagno.

### Toponimi
Nella località di Settimo si segnalano i toponimi di Melon, Basedat, Palù
e Stradatta. Il nome Basedat probabilmente trae origine da antichi campanilismi, si pensa che questo nome sia inteso come dispregiativo della vicina località di Basedo, in comune di Chions. Nella località di San Biagio si segnalano i toponimi di La Rota, Turundin, Le Roste e Palutet.

### Settimo
Settimo è una località del Comune di Cinto Caomaggiore posizionata a nord del territorio comunale. Confina a nord con Villotta e Basedo (Chions), a ovest con Salvarolo (Pramaggiore), a sud con Cinto e la Persiana (Cinto) e ad est con Marignana (Sesto al Reghena). Settimo è divisa grosso modo in due aree: la Bassa e l'Alta. La Bassa, area storica di Settimo, è composta dai fondi compresi dalle vie: via Udine, Borgo San Giovanni, via Cesselon, via Basedat, via Tevere, via Contesini, via Melon e via Palù. L'Alta è composta dai fondi compresi dalle vie: via Pordenone, via Friuli, via Boschetta, via Bosco e via Genova. Si svolge la sagra di San Giovanni Battista.

### Borgata Concezione
La Borgata Concezione è un borgo del Comune di Cinto Caomaggiore posizionato nell'estremità sudest. Confina a nord con Bando e Cinto, a ovest con San Biagio, a sud con La Sega (Gruaro) e Summaga (Portogruaro) e ad est con Giai (Gruaro). È composta dai fondi compresi dalle via Portogruaro, via dei Prati, via Venezia (fino al confine con San Biagio), via Reghena, via Banduzzo, via delle Ponghe e parte di via Roma (dal 239 fino al numero 207), delimitata ad est dal corso del Caomaggiore.
Il nome della Borgata Concezione deriva dall'Oratorio dell'Immacolata Concezione. L'Oratorio, edificio cinquecentesco i cui affreschi sono dati il 1613, rappresenta il centro vitale della Borgata. In esso e nell'area circostante sono celebrate le Processioni dell'Immacolata Concezione (8 dicembre). L'Oratorio è tuttora attivo come centro religioso, in esso vengono celebrate messe e il rosario di maggio.
Nell'area circostante vengono svolte la tradizionale Casera e la Festa della Borgata. La Casera è il tradizionale falò epifanico che è bruciato la sera del 5 gennaio per festeggiare il raccolto dell'anno passo e propiziare il raccolto venturo. Da qui la consuetudine di vedere da che parte il fumo viene trasportato e le relative interpretazioni. L'evento è condito dai tradizionali stands enogastronomici (in cui vengono offerti i locali strudel di mele), dalla lotteria di beneficenza e dai canti degli abitanti della Borgata. L'evento, molto sentito dalla popolazione circostante, ogni anno registra un incremento di affluenze. La Festa della Borgata è un evento estivo (ogni fine agosto) che riunisce tutti gli abitanti del borgo.

## Infrastrutture e trasporti
Il comune è attraversato dall'Autostrada A28, di cui condivide l'uscita con Sesto al Reghena e dalla Strada statale 251 della Val di Zoldo e Val Cellina, ora la provinciale SP 251. Il trasporto pubblico è garantito dall'ATAP di Pordenone con diverse corse giornaliere, sulle linee Pordenone-Portogruaro e San Vito al Tagliamento-Portogruaro. Le principali stazioni ferroviarie più vicine sono la stazione di Portogruaro, di Casarsa della Delizia e Pordenone. Gli aeroporti di riferimento sono l'Aeroporto Marco Polo di Venezia, l'Aeroporto del Friuli Venezia Giulia di Ronchi dei Legionari e l'Aeroporto di Treviso. Nel comune si trova anche una pista di volo da diporto.

## Amministrazione
| Periodo | Periodo | Primo cittadino                  | Partito                     | Carica                  | Note |
| ------- | ------- | -------------------------------- | --------------------------- | ----------------------- | ---- |
| 1808    | 1814    | Emanuele Dante Della Zotta       | -                           | Podestà                 |      |
| 1814    | 1866    | Ernesto Marco De Vecchi          | -                           | Deputazione comunale    |      |
| 1866    | 1871    | Giovanni Bozzo                   | -                           | Sindaco                 |      |
| 1871    | 1876    | Giuseppe Sartori                 | -                           | Sindaco                 |      |
| 1879    | 1879    | Giuseppe Lucchini                | -                           | Sindaco                 |      |
| 1879    | 1903    | Barone Carlo de Cattanei di Momo | -                           | Sindaco                 |      |
| 1903    | 1916    | Cavaliere Nicolò Bornancini      | -                           | Sindaco                 |      |
| 1916    | 1918    | Angelo Missana                   | -                           | Sindaco                 |      |
| 1918    | 1919    | Cavaliere Nicolò Bornancini      | -                           | Sindaco                 |      |
| 1921    | 1922    | Oreste Natale Lisot              | Democrazia Sociale e P.S.I. | Sindaco                 |      |
| 1923    | 1927    | Natale Arreghini                 |                             | Sindaco                 |      |
| 1927    | 1927    | Angelo Missana                   | -                           | Commissario prefettizio |      |
| 1928    | 1934    | Marco Celio Lazzarini            | -                           | Commissario prefettizio |      |
| 1934    | 1937    | Dino Vendrame                    | -                           | Podestà                 |      |
| 1937    | 1943    | Cavaliere Antonio Pedrinelli     | -                           | Commissario prefettizio |      |
| 1943    | 1944    | Giovanni Amadio                  | -                           | Commissario prefettizio |      |
| 1944    | 1945    | Giusto Terenziani                | -                           | Podestà                 |      |
| 1945    | 1946    | Ottavio Mario Amadio             | nominato dal C.L.N.         | Sindaco                 |      |
| 1946    | 1946    | Enrico Gobatto                   | nominato dal C.L.N.         | Sindaco                 |      |

### Sindaci dal 1946
|                                                      | Umberto Grandis                       | Democrazia Cristiana | 1946-1951      | 1946 |
|                                                      | Angelo Furlan                         | Democrazia Cristiana | 1951-1964      | 1951 |
| 1956                                                 | Angelo Furlan                         | Democrazia Cristiana | 1951-1964      |      |
| 1960                                                 | Angelo Furlan                         | Democrazia Cristiana | 1951-1964      |      |
|                                                      | Antonio De Vecchi                     | Democrazia Cristiana | 1964-1975      | 1964 |
| 1970                                                 | Antonio De Vecchi                     | Democrazia Cristiana | 1964-1975      |      |
|                                                      | Giuseppe Campagnolo                   | Democrazia Cristiana | 1975-1980      | 1975 |
|                                                      | Giovanni Trevisan                     | Democrazia Cristiana | 1980-1995      | 1980 |
| 1985                                                 | Giovanni Trevisan                     | Democrazia Cristiana | 1980-1995      |      |
| 1990                                                 | Giovanni Trevisan                     | Democrazia Cristiana | 1980-1995      |      |
| Sindaci eletti direttamente dai cittadini (dal 1995) |                                       |                      |                |      |
|                                                      | Claudio Amadio                        | Lista civica         | 1995-1999      | 1995 |
|                                                      | Luigi Bagnariol                       | Lista civica         | 1999-2009      | 1999 |
|                                                      | Luigi Bagnariol                       | Centro-destra        | 1999-2009      | 2004 |
|                                                      | Renato Querini                        | Centro-destra        | 2009-2013      | 2009 |
|                                                      | Natalino Manno (Commiss. prefettizio) | -                    | 2013-2014      | -    |
|                                                      | Gianluca Falcomer                     | Lista civica         | 2014-in carica | 2014 |
| 2019                                                 | Gianluca Falcomer                     | Lista civica         | 2014-in carica |      |
| 2024                                                 | Gianluca Falcomer                     | Lista civica         | 2014-in carica |      |